# Мариновка (Крым)
Мари́новка (до 1948 года Муну́с Тата́рский; укр. Маринівка, крымскотат. Tatar Munus, Татар Мунус) — исчезнувшее село в Раздольненском районе Республики Крым, располагавшееся на юго-востоке района, в степной части Крыма, примерно в 4 километрах южнее современного села Серебрянка.

### Динамика численности населения
| - 1806 год — 175 чел. - 1864 год — 6 чел. - 1892 год — 13 чел. - 1900 год — 42 чел. | - 1915 год — 17/54 чел. - 1926 год — 129 чел. - 1939 год — 107 чел. |

## История
Первое документальное упоминание села встречается в Камеральном Описании Крыма… 1784 года, судя по которому, в последний период Крымского ханства Мюнеш входил в Шейхелский кадылык Козловскаго каймаканства. После присоединения Крыма к России (8) 19 апреля 1783 года, (8) 19 февраля 1784 года, именным указом Екатерины II сенату, на территории бывшего Крымского ханства была образована Таврическая область и деревня была приписана к Евпаторийскому уезду. После павловских реформ, с 1796 по 1802 год входила в Акмечетский уезд Новороссийской губернии. По новому административному делению, после создания 8 (20) октября 1802 года Таврической губернии, Мунус был включён в состав Джелаирской волости Евпаторийского уезда.
По Ведомости о волостях и селениях, в Евпаторийском уезде с показанием числа дворов и душ… от 19 апреля 1806 года в деревне Мунус числился 21 двор, 165 крымских татари, 8 цыган и 2 ясыров. На военно-топографической карт генерал-майора Мухинае 1817 года деревня Мунус обозначена с 25 дворами. После реформы волостного деления 1829 года Манус, согласно «Ведомости о казённых волостях Таврической губернии 1829 года» отнесли к Атайской волости (переименованной из Джелаирской). На карте 1836 года в деревне 21 двор, а на карте 1842 года Мунус обозначен с 32 дворами.
В 1860-х годах, после земской реформы Александра II, Мунус приписали к Биюк-Асской волости. Согласно «Памятной книжке Таврической губернии за 1867 год», деревня была покинута, в результате эмиграции крымских татар, особенно массовой после Крымской войны 1853—1856 годов, в Турцию и представляла собой помеичью экономию без поселенцев. В «Списке населённых мест Таврической губернии по сведениям 1864 года», составленном по результатам VIII ревизии 1864 года, Мунус — владельческий хутор с 2 дворами и 6 жителями< при колодцах. По обследованиям профессора А. Н. Козловского 1867 года, вода в колодцах деревни была пресная, а их глубина достигала 30—40 саженей «и более» (63—85 м). На трёхверстовой карте Шуберта 1865 года селение ещё обозначено, а на карте с корректурой 1876 года уже отмечена экономия Мунус. Согласно «…Памятной книжке Таврической губернии на 1892 год», в посёлке Мунус, входившем в Кадышский участок, было 13 жителей в 3 домохозяйствах.
Земская реформа 1890-х годов в Евпаторийском уезде прошла после 1892 года, в результате Мунус приписали к Коджанбакской волости.
По «…Памятной книжке Таврической губернии на 1900 год» в деревне числилось 42 жителя в 6 дворах. По Статистическому справочнику Таврической губернии. Ч.II-я. Статистический очерк, выпуск пятый Евпаторийский уезд, 1915 год, на хуторе Мунус (С. Шокорева) Коджамбакской волости Евпаторийского уезда числилось 3 двора с русским населением в количестве 17 человек приписных жителей и 54 — «посторонних», из которых 54 мужчины и 18 женщин. При хуторе числилось 1343 десятины удобной земли. В хозяйствах имелось 44 лошади, 90 волов, 8 коров и 90 голов мелкого скота. Также были 4 одноимённых имения (всего 12 дворов, 73 приписных и 87 «посторонних» жителей).
После установления в Крыму Советской власти, по постановлению Крымревкома от 8 января 1921 года № 206 «Об изменении административных границ» была упразднена волостная система и село вошло в состав Бакальского района Евпаторийского уезда, а в 1922 году уезды получили название округов. 11 октября 1923 года, согласно постановлению ВЦИК, в административное деление Крымской АССР были внесены изменения, в результате которых округа были отменены, Бакальский район упразднён и село вошло в состав Евпаторийского района. Согласно Списку населённых пунктов Крымской АССР по Всесоюзной переписи 17 декабря 1926 года, в селе Мунус Старый, Кадышского сельсовета (в котором село состояло до 1974 года) Евпаторийского района, числилось 33 двора, все крестьянские, население составляло 129 человек, из них 65 русских и 64 еврея. После создания 15 сентября 1931 года Фрайдорфского (переименованного в 1944 году в Новосёловский) еврейского национального района Мунус татарский включили в его состав. По данным всесоюзной переписи населения 1939 года в селе проживало 107 человек.
В 1944 году, после освобождения Крыма от фашистов, согласно Постановлению ГКО № 5859 от 11 мая 1944 года, 18 мая крымские татары были депортированы в Среднюю Азию. С 25 июня 1946 года Мунус в составе Крымской области РСФСР. Указом Президиума Верховного Совета РСФСР от 18 мая 1948 года, Мунус татарский переименовали в Мариновку. 26 апреля 1954 года Крымская область была передана из состава РСФСР в состав УССР. 25 июля 1953 года Новоселовский район был упразднен и село включили в состав Раздольненского. Ликвидирована до 1968 года (согласно справочнику «Крымская область. Административно-территориальное деление на 1 января 1968 года» — в период с 1954 по 1968 годы, как посёлок Воронкинского (в справочнике 1977 года — Зиминского) сельсовета).